# A vagyongyűjtés szabályai (Star Trek)
A vagyongyűjtés szabályai a Star Trek-univerzumban – egy szabálygyűjtemény, amelyet azért hoztak létre, hogy biztosítsák az ultra-kapitalista ferengik üzleti jövedelmezőségét. Az első szabályt – 162-ként sorszámozva, hogy mások eszeljék ki a többi 161-et – az első Nagy Nágus, Gint írta le (néhány tízezer évvel ezelőtt).
285 vagyongyűjtési szabály létezik, de nem mind szerepelt valamelyik Star Trek epizódban, ezek nem kanonikusak.
A legtöbb szabályt Ira Steven Behr, a Star Trek: Deep Space Nine producere írta és adta ki a The Ferengi Rules of Acquisition (A Ferengi Vagyongyűjtés Szabályai) című könyvében, melynek borítóján a következő olvasható: "Quark elmondása alapján". Kiegészítő szabályok olvashatóak még a Behr-Robert Hewitt Wolfe szerzőpáros Legends of the Ferengi (A Ferengiek Legendái) címen megjelent könyvében.

## A sorozatból ismert szabályok listája
1. Ha nálad van a pénzük, soha ne add vissza.  (Rom, DS9/011: A hatalom ára)
2. A legjobb üzlet az, amelyik a legnagyobb profitot hozza.  (A ferengi vagyongyűjtés szabályai)
3. Sose költs többet egy üzletre, mint amennyit szükséges.  (Quark, DS9/041: A Maquis II)  „Never spend more for an acquisition than you have to.”
4. Egy nő olyan ruhában, mint egy férfi a konyhában.  (A ferengi vagyongyűjtés szabályai)
5. Sose engedd, hogy a család a lehetőség útjába álljon.  (Zek, DS9/011: A hatalom ára)
6. Fülelj!  (Odo, DS9/20: A próféták markában)
7. Az apró betűs rész csak kockázatot rejteget.  (A Ferengiek Legendái)
8. Alkalom meg ösztön egyenlő haszon.  (Nog, DS9/014: Rossz szomszédság)
9. A kapzsiság örök.  (Quark, DS9/062: Reform-ferengi)
10. Még ha ingyen van is, mindig meg tudod venni olcsóbban.  (A ferengi vagyongyűjtés szabályai)
11. Amit érdemes eladni, azt érdemes kétszer is eladni.  (A ferengi vagyongyűjtés szabályai)
12. Amit érdemes megtenni, érdemes azt pénzért tenni.  (A ferengiek legendái)
13. Tartsd közel a családod, de a latinumod tartsd még közelebb.
14. Az üzlet az üzlet (amíg nem jön egy jobb).  (Quark, DS9/026: A hableány)
15. A szerződés az szerződés – de csak ferengik közt.  (Rom, DS9/097: Intim részek)
16. Egy ferengi haszon nélkül, nem igazi ferengi.  (Sisko & Nog, DS9/060: Hűség)
17. A megelégedés nem garantált.  (A Ferengiek Legendái)
18. Csak annak adj pénzt, akitől vissza tudod lopni.
19. Sose helyezd a barátságot a profit fölé.  (Quark, DS9/027: Az üzlet szabályai)
20. A bölcs meghallja a hasznot a szélben.  (Pel, DS9/027: Az üzlet szabályai)
21. Latinumon nem lehet boldogságot venni, de óriásit kaszálhatsz, ha bérbe adod.
22. Mindig van kiút.
23. Amint a vevők elmennek, a bölcs haszonszerző is távozik.
24. Nincs veszélyesebb egy becsületes üzletembernél.  (A Ferengiek Legendái)
25. Suttogd utad a sikerhez.
26. Nekem mi hasznom belőle?
27. Sose nevesd ki egy ferengi anyját (gyalázz inkább valamit, amivel törődik).  (Quark, DS9/023: Ostromállapot)
28. Sosem árt benyalni a főnöknek.  (Quark & Pel, DS9/027: Az üzlet szabályai)
29. A háború jó az üzletnek.  (Dax & Quark, DS9/061: Végzet A sorozatban 34.-ként hivatkoztak rá.)
30. A béke jót tesz az üzletnek.  (Dax & Quark, DS9/061: Végzet A sorozatban 35.-ként hivatkoztak rá.)
31. Ha ingyenes, vidd el, a rejtett költségek miatt ráérsz aggódni.
32. A barátság átmeneti, a haszon örök.
33. Egy nő ráteheti a kezét a cimpáidra, de a latinumodra soha.  (A ferengiek legendái)
34. A haszon saját maga jutalma. (A Ferengiek Legendái)  / A háború jó az üzletnek (DS9 3/15)
35. Ami az enyém, az az enyém, és ami a tiéd, az is. / A béke jót tesz az üzletnek (DS9 3/15)
36. Sose téveszd össze a bölcsességet a szerencsével.  (A ferengiek legendái)
37. Terjeszkedj vagy pusztulj!  (Star Trek Enterprise: Acquisition)
38. Tedd könnyen elérhetővé a boltodat.
39. Ne bízz senkiben, akinek a ruhája a tiednél jobb.  (Quark, DS9/031: A szerencse forgandó)
40. Ha széles a mosoly, éles a penge.  (Pel, DS9/027: Az üzlet szabályai)
41. Minden dolog ér valamit valakinek.
42. A hála bőkezűséget okozhat.
43. Jutalmazz meg bárkit, aki a hasznod növeli, akkor továbbra is így fog tenni.
44. Soha ne kérd, ha el is veheted.  (A ferengiek legendái)
45. A jó ügyfél ritka, mint a latinum, becsüld meg.  (Quark, DS9/033: Pokoli játszma)
46. A sikert semmi sem pótolhatja.  (A ferengiek legendái)
47. Az ingyen tanács ritkán olcsó.  (Quark, DS9/027: Az üzlet szabályai)
48. Hazudj következetesen.  (A ferengiek legendái)
49. Veszélyesebb út nagyobb haszon.  (Pel, DS9/027: Az üzlet szabályai)
50. Nyerj vagy veszíts, mindig van huyperiai bogár tubák.  (A ferengiek legendái)
51. A fülsimogatás mindent megadhat neked.
52. A ferengik nem felelősek más fajok ostobaságáért.  (Tunk, Star Trek-regények, #33, Balance of Power)
53. Sose bízz a vevőidben.
54. Ha hasznod van belőle, add el a saját anyád.
55. A tudás haszon.  (Barclay hologramja, Voyager: A belső ember)
56. A szívünk az otthonhoz húz, de a csillagok latinumból vannak.  (Quark, DS9/053: Lázadás)
57. Érdemes néha békét kötni. Összezavarja az ellenséget.  (Quark, DS9/021: Hazatérés)
58. A jó vendég olyan ritka akár a latinum. Becsüld meg.  (Quark DS9/033: Armageddon játék)
59. Jobb félretenni a büszkeséged, mint elveszteni a hasznot.
60. Mikor keménnyé válik a dolog, a keménység megváltoztatja a szabályokat.
61. Óvakodj a vulkáni tudásszomjtól.  (A ferengiek legendái)
62. Minél törékenyebb az áru, annál magasabb az ára.  (A ferengiek legendái)
63. A barát nem barát, ha árengedményt kér.
64. Ne hagyd, hogy a versenytársad megtudja, mit gondolsz.  (A ferengiek legendái)
65. Egy nehéz helyzetben lévő barát háromszoros hasznot jelent.
66. Ne azt kérdezd, mit tehet érted a profit, kérdezd azt, hogy te mit tehetsz a profitodért.  (A ferengiek legendái)
67. Sok ösvény vezet a haszonhoz.
68. Cselekedj késlekedés nélkül! Az éles kés gyorsan vág.
69. Ne keverd az üzletet a nőkkel.  (DS9/118: Ferengi szerenád)
70. Terjeszkedj vagy pusztulj!  (Star Trek Enterprise: False Profits)
71. Minden szabálynak van egy megegyező és egy ellentétes értékű szabálya (kivéve, ha nincs).
72. Az elég… soha nem elég.  (A ferengiek legendái)
73. Minden embernek megvan az ára.  (DS9/143: Az éj leple alatt)
74. A bizalom a legnagyobb teher.  (A ferengiek legendái)
75. Ha elfogadják az első ajánlatodat, akkor vagy túl keveset kértél, vagy túl sokat ajánlottál.
76. Egy gyűjtemény csak annyit ér, amennyiért rá tudsz venni valakit, hogy megvegye.
77. A természet pusztul, a latinum örök.  (Quark & Nog, DS9/046: Első vér)
78. Az alvás megakadályozza.. [leintve]   (Pel, DS9/027: Az üzlet szabályai)
79. A hit hegyeket mozgat… (az árukészletből)  (A ferengiek legendái)
80. Ne bízz abban, aki bízik benned.
81. Szegénységben nincs becsület.  (A ferengiek legendái)
82. A garancia csak akkor érvényes, ha meg tudnak találni.
83. A méltóság és egy üres zsák közül a zsák megéri.   (Quark, DS9/031: A szerencse forgandó)
84. Bánj az adósoddal rokonként. Zsákmányold ki.   (Sisko, DS9/057: Köznapi hősök I.)
85. Sose csábítsd el a főnök húgát.  (Quark, DS9/037: Istent játszva Erre a 112. szabályként hivatkoznak a részben.)
86. Mindig feküdj le a főnökkel.  (A ferengiek legendái)
87. A legjobb szerződés mindig tele van apró betűvel.
88. Mindig van benne csapda.
89. Minden eladó, még a barátság is.
90. Sose ítélj egy vevőt a pénztárcája mérete alapján (néha a jó dolgok kis csomagolásban jönnek).
91. Minden eladó, még a barátság is.  (A ferengiek legendái)
92. Még egy vak is felismeri a latinumot.  (A ferengiek legendái)
93. Nem üzletelhetsz, ha halott vagy.  (DS9/158: A gyalogosok örök dicsőségére)
94. Számold meg.
95. Maradj semleges a konfliktusokban, így mindkét félnek adhatsz el készleteket.
96. Sose bízz egy haszonélvezőben.
97. Az asszony szolgál, a testvérek örökölnek.  (Odo, DS9/028: Régmúlt bűnök)
98. Csak a bolondok fizetnek adót.  (A ferengiek legendái)
99. A tisztességtelen előnyhöz semmi sem mérhető.
100. A kockázat a játék része… ezért érdemes játszani.
101. Semmi baj sincs a jótékonysággal… amíg a te zsebedet feszíti.  (A ferengiek legendái)
102. Kényszer. A találékonyság anyja. A haszon az apja.
103. Hallgass a gazdagabbra, hátha megszerezheted a vagyonát.
104. A hazugság egy út ahhoz hogy elmondjuk az igazat valakinek, aki nem tudja.
105. A sistergést add el, ne a sültet.  (Quark, ST DS9 képregény)
106. Van, aki még a legrosszabb időkben is profitál.  (A ferengiek legendái)
107. Suttogd utad a sikerhez.  (DS9/156: Árulás, hit, és a nagy folyó)
108. Versengés és tisztességes játék kölcsönösen kizárják egymást.
109. A vér sűrűbb a víznél és a latinum mindkettőnél sűrűbb.
110. A lehetőségek nem azok, amik lenni szoktak.
111. Ismerd meg ellenfeleidet, de mindig köss velük üzletet.  (A ferengiek legendái)
112. Még a becstelenség sem homályosíthatja el a haszon fényét.  (A ferengiek legendái)
113. A bolond és a pénze a legjobb vásárló.
114. Engedd, hogy a többiek megtartsák a jó hírüket. Te tartsd meg a pénzüket.  (A ferengiek legendái)
115. Hallj meg mindent, ne bízz semmiben.  (Nog, DS9/124: Hadba hívó szó)
116. Egy ferengi vár az árajánlattal, amíg ellenfelei ki nem merülnek.  (Tunk, Star Trek-regények, #33, Balance of Power (157. o.)
117. Sose verj át egy klingont… amíg nem vagy biztos abban, hogy megúszod.  (A Ferengiek Legendái)
118. Mindig jó az üzlet, ha ismered a vásárlót, mielőtt belépne az üzletbe.   (Quark, DS9/034: Balsejtelem)
119. Ha valamit el kell viselned, legalább tedd kényelmessé.
120. A haszon mentsége a haszon.  (A Ferengiek Legendái)
121. Az új kuncsaft olyan, mint a pengefogú tejféreg, nagyon ízletes, de van, hogy visszaharap.  (Rom, DS9/079: Kis zöld emberkék)
122. Attól ferengi egy ferengi, ha átver egy ferengit.
123. Néha az egyetlen dolog, ami veszélyesebb egy kérdésnél, egy válasz.  (DS9/118: Ferengi szerenád)
124. Az alkalmazottak a sikerhez vezető létra fokai. Ne habozz rájuk lépni.  (Frool, DS9/088: A bárszövetség)
125. Sose kezdj üzleti tárgyalást üres gyomorral.  (Quark, DS9/041: A Maquis I)
126. Sose hazardírozz egy empatával.  (Quark, Star Trek-regények, #12, The Laertian Gamble)
127. Egy hal nem szabadulhat a vízből.  (Sisko, DS9/057: Köznapi hősök I.)
128. Mindig tudd, mit veszel.  (A Ferengiek Legendái)
129. A vagyon a törvény tizenegy tizede.   (Tunk, DS9 novellák #33 (67. o.)
130. Vigyázz azzal, aki nem szakít időt egy oo-mox-ra.  (A ferengiek legendái)
131. A latinum hosszabb életű az örömnél.  (DS9/118: Ferengi szerenád)
132. Minden percben születik egy balek; győződj meg róla, hogy mindegyiket te találd meg először.
133. A végzet nem megvásárolható.  (A ferengiek legendái)
134. Ne átallj félrecímkézni a terméket.  (Gint (Quark álmában), DS9/097: Intim részek)
135. Sose bízz egy keményen dolgozó alkalmazottban.
136. A több jó… az összes még jobb.  (A ferengiek legendái)
137. Szintohol a lehetséges kenőanyag az ügyfél beragadt pénztárcájához.
138. A feleség luxus, az okos befektetés szükség.  (A ferengiek legendái)
139. A könyvelők nem játsszák a játékot, csak jegyzik az eredményt.
140. Az élet nem tisztességes. Másképp hogyan tudnál profitot szerezni?
141. A vagyonos ember mindent megengedhet magának, kivéve a lelkiismeretet.  (A ferengiek legendái)
142. A szóbeli szerződés nem éri meg a papírt, amire leírnád.
143. Sose hagyd, hogy a kétség elvegye a latinum utáni vágyat.  (Rom, DS9/088: A bárszövetség)
144. A vevőnek mindig igaza van. (…amíg meg nem szerzed a pénzét)
145. Ha kételkedsz, hazudj.  (A ferengiek legendái)
146. Legbelül mindenki ferengi.  (A ferengiek legendái)
147. A jótett nem marad büntetlen.

(Quark, DS9/044: Áldozathozatal)
A DS9 2/2 részben Egy jótett sem marad büntetlenül 285.szabályként 

## Íratlan szabály
Ha nincs megfelelő szabály, találj ki egyet. (Star Trek Voyager: False Profits)

## Nem hivatalos szabályok
Quark ajánlotta a 286. szabályt: “Ha Morn elmegy, mindennek vége.” (DS9/049: Betyárbecsület)
Neelix – amikor a Nagy Ferengi Megbízottnak adta ki magát – mondta Arridornak és Kolnak a 229. szabályt: „Amikor kizsákmányolsz valakit, sosem árt megköszönni neki. Így sokkal könnyebb lesz kizsákmányolni legközelebb.” (Star Trek Voyager: False Profits)
Egy Nog és Jake Sisko között zajló beszélgetésben utaltak a következő szabályhoz hasonlóra: „A pénz, az pénz, de a nők jobbak.” (DS9/059: Mindhalálig)
A következő szabályokra hivatkoztak adásban, de nem mondták ki formálisan, hogy vagyongyűjtési szabályok és/vagy nem sorszámozták őket.
- Ha egy közvetítő azért jön, hogy lenyúlja a profitodat, öld meg. (Star Trek Voyager: False Profits)
- Az idő, akár a latinum nagyon korlátozott árucikk. (DS9/088: A Bárszövetség)
- A kizsákmányolás otthon kezdődik. (Star Trek Voyager: False Profits)
- Mindig ellenőrizd az árut, mielőtt megkötöd az üzletet. (DS9/052: A Számkivetett)

Az Enterprise 1. évad 19. részében (A szerzemény):
"A vagyongyűjtés szabálya kimondja: gyarapodás vagy halál. Ez a 45-ös számú szabály. Megtanultam mind a 173-at, beleértve a legfontosabbat: az ember pontosan annyit ér amennyit birtokol."

## Modern ferengi szabályok
A szabályokat Zek Nagy Nágus módosította a DS9 sorozat Reform-ferengi című részében (62. epizód), amikor a bajori próféták (miután Zek megpróbált tanácsot kérni tőlük) megváltoztatták a személyiségét, kiirtva belőle a kapzsiságot és a profit utáni vágyat. Amikor azonban Zek visszanyerte valódi énjét, azonnal visszaállította az eredeti szabályokat és a módosítottak összes példányát megsemmísítésre ítélte.
- 1. Ha visszakérik a pénzüket, add oda nekik.
- 10. A kapzsiság halott.
- 21. Soha ne állítsd a profitot a barátság elé.
- 22. A latinum elhomályosul, de a család örök.
- 23. A pénz sosem helyettesítheti a méltóságot.
- 285. A jótett önmaga jutalma.